# Companaje

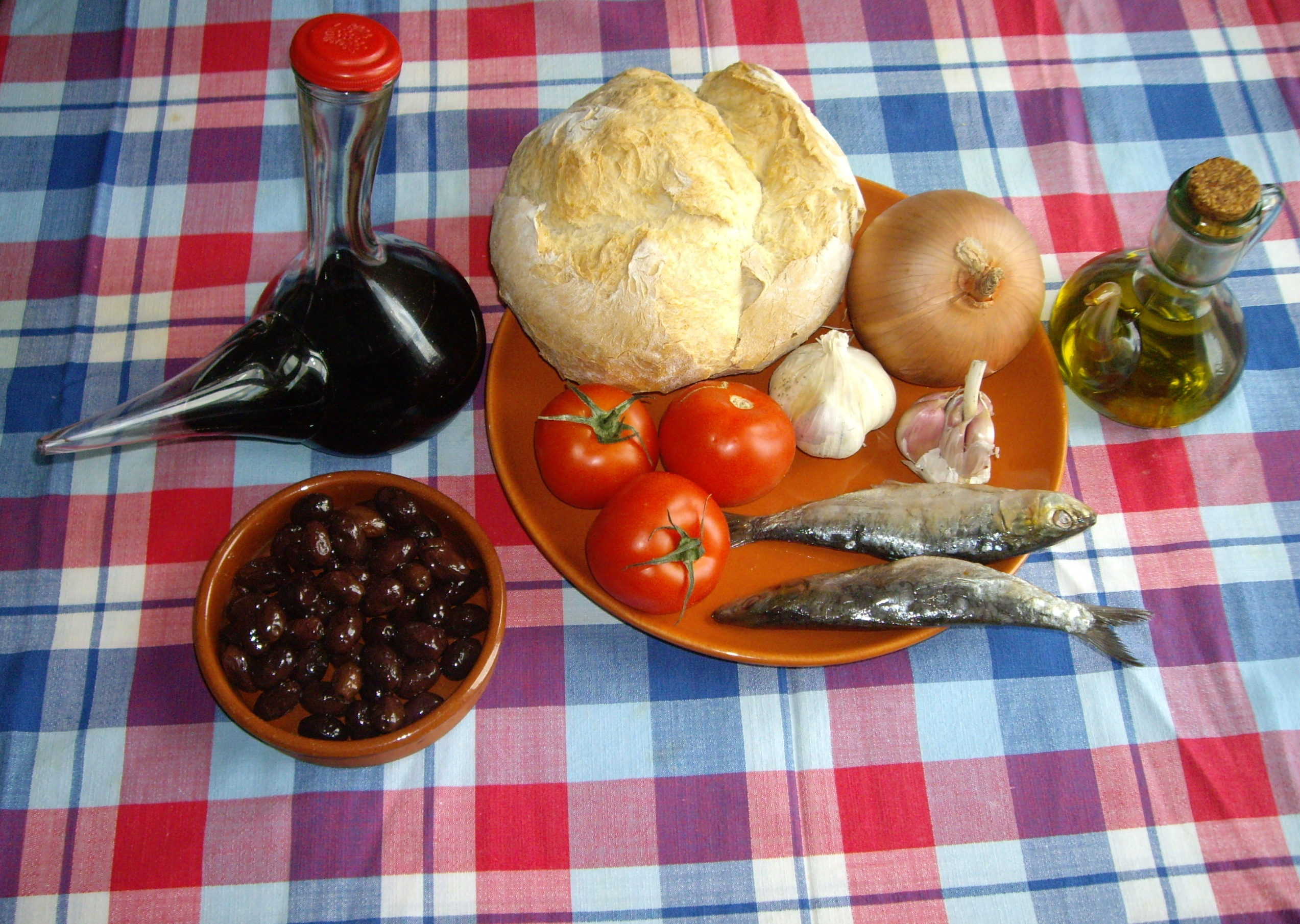
Hogaza rústica con varios companajes: aceitunas, cebolla, ajos, sardinas y tomates.

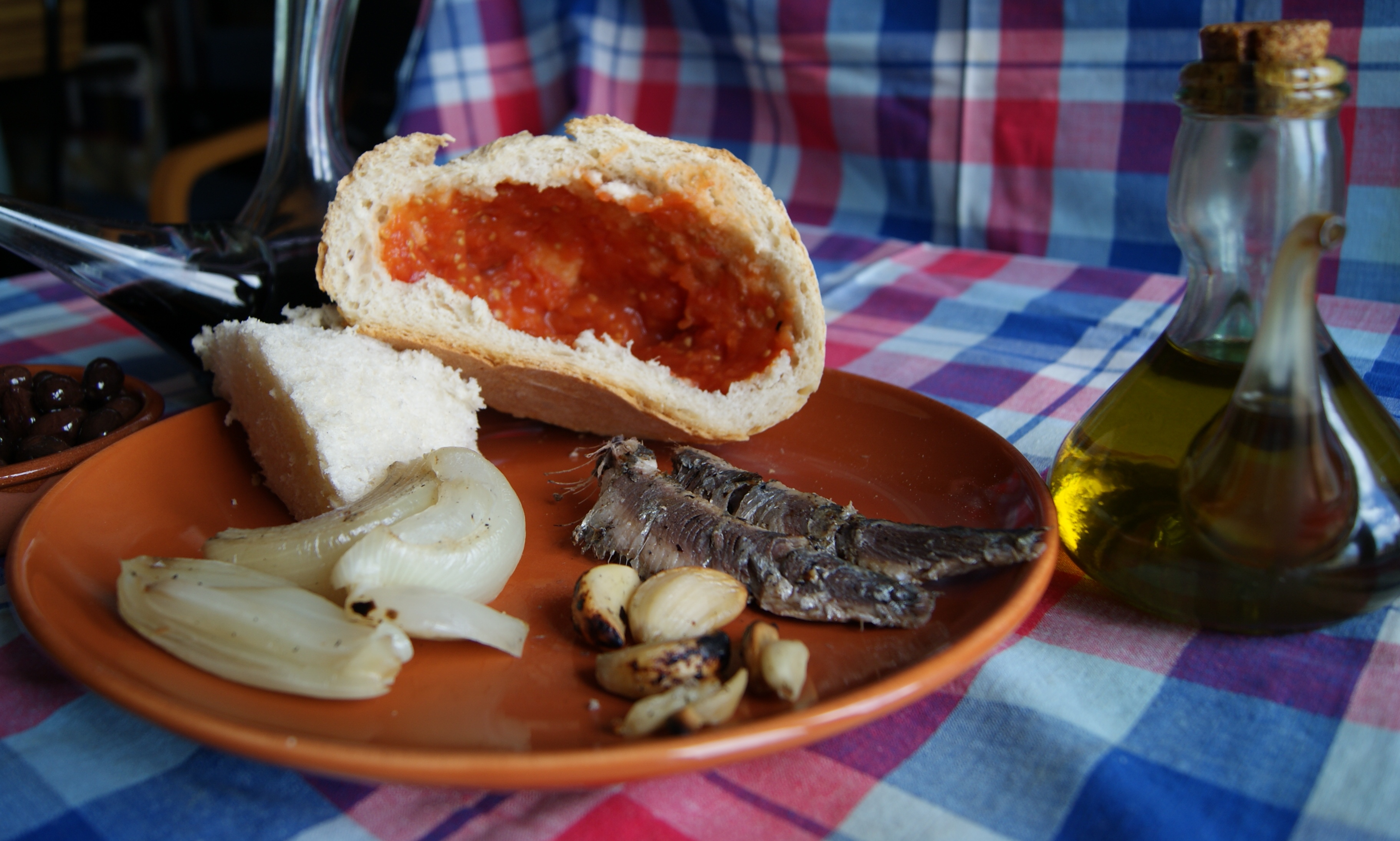
En el sur de Cataluña, el companaje se mete dentro del pan para hacer una clocha, previamente vaciada de migajón, frotada con tomates y regada de aceite de oliva. Esto se hacía para facilitar el transporte de los ingredientes al campo de labranza.

El companaje es el alimento que acompaña al pan para hacer una comida, que puede ser de todo: queso, embutidos, jamón y otros fiambres, uvas, granada, aceite de oliva, cebollas, ajos, tomate o varios de estos alimentos. Tiene su origen en Europa y en particular en el área mediterránea, donde el pan ha sido la base de la dieta desde tiempos remotos, llegando a ocupar más de la mitad de la ingesta diaria. En el companaje se basa la comida que los campesinos, jornaleros y pastores llevaban al campo: pan con tocino, sardinas, requesón, aceitunas, cebolla o lo que hubiese. «Ir o andar de companaje» se refiere al trabajador que toma el almuerzo. También se registra el companaje en las limosnas que iglesias y conventos ofrecen a los indigentes junto a trozos de pan.  En las áreas mediterráneas el pan era comúnmente regado de oliva, y así se sigue haciendo en varias preparaciones modernas como el pa amb oli, el ħobż biż-żejt, el psomí me ládi (ψωμί με λάδι), los torricados, las tibornas o el desayuno andaluz. 
La noción de «companaje», así como sus equivalentes en otras culturas, se fue disolviendo a medida que la industrialización alimentaria se abría paso en las sociedades, a partir de mediados del siglo xx, cuando se mejoran los sistemas de producción y consumo, haciendo que el pan, especialmente el pan de pueblo, pierda ese papel protagonista que tenía. Hoy en día, el companaje se puede referir concretamente al fiambre con el que se rellenan los populares bocatas o bocadillos en España. En catalán-valenciano es llamado companatge. Ambos provienen del bajolatín companagĭum. En última instancia del latín companāticum, evidente fusión entre con y pan («lo que acompaña al pan»). Del mismo origen es la denominación italiana companatico. En euskera es dicho jaki, otz-egosi o puska-legor. En el mundo clásico era llamado opsa. En el norte de España se habla del compango (de *companĭcus) para referirse al conjunto de carnes o fiambres que se agregan a los cocidos como la fabada asturiana.
Históricamente, solo han sido las élites sociales las que han podido basar su dieta en una amplia variedad de ingredientes, incluyendo carnes y pescados. El cereal ha sido y es la base de la dieta de las clases medias y populares, siendo el eterno favorito el trigo, aunque no en todas las épocas fue fácil su obtención, por lo que se debía recurrir a centeno, cebada, alforfón, espelta, mijo, panizo, farro, maíz o sorgo. El pan es uno de los elementos de la tríada mediterránea, es decir, uno de los más vitales alimentos de la cocina mediterránea. El rol del pan en las comidas del Mediterráneo a menudo es suplido con la pasta, el cuscús, la polenta, las gachas, los gurullos, el frike y muchos otros derivados cerealísticos.